# عاصفة

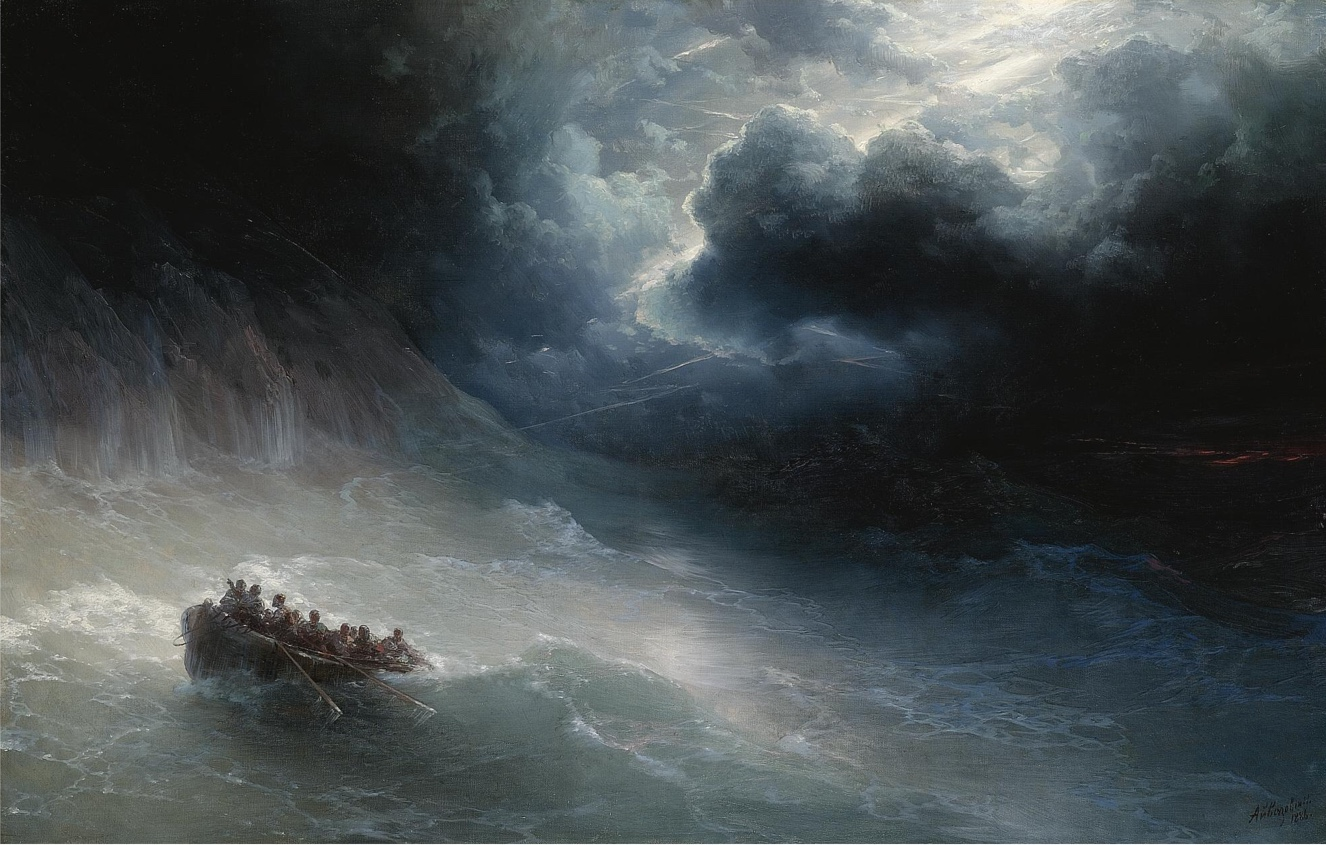
غضب البحار بريشة الرسام البحري إيفان إيفازوفسكي سنة 1886. ألان ضمن مجموعة خاصة.

العاصفة هي ظاهرة جوية ترتبط بحركة سريعة للرياح والتي تحمل معها عادة اما المطر أو الثلوج أو الرمال. تتفاوت العواصف في حجمها وفي مدة استمرارها. فأقل العواصف العنيفة، والعواصف الرعدية تؤثر عموما على مساحات تصل إلى حوالي 25كم²، وتستمر لبضع ساعات. وقد تؤثر أكبر العواصف، كالعواصف المدارية، والزوابع على قارات بأكملها، وتدوم لأسابيع.

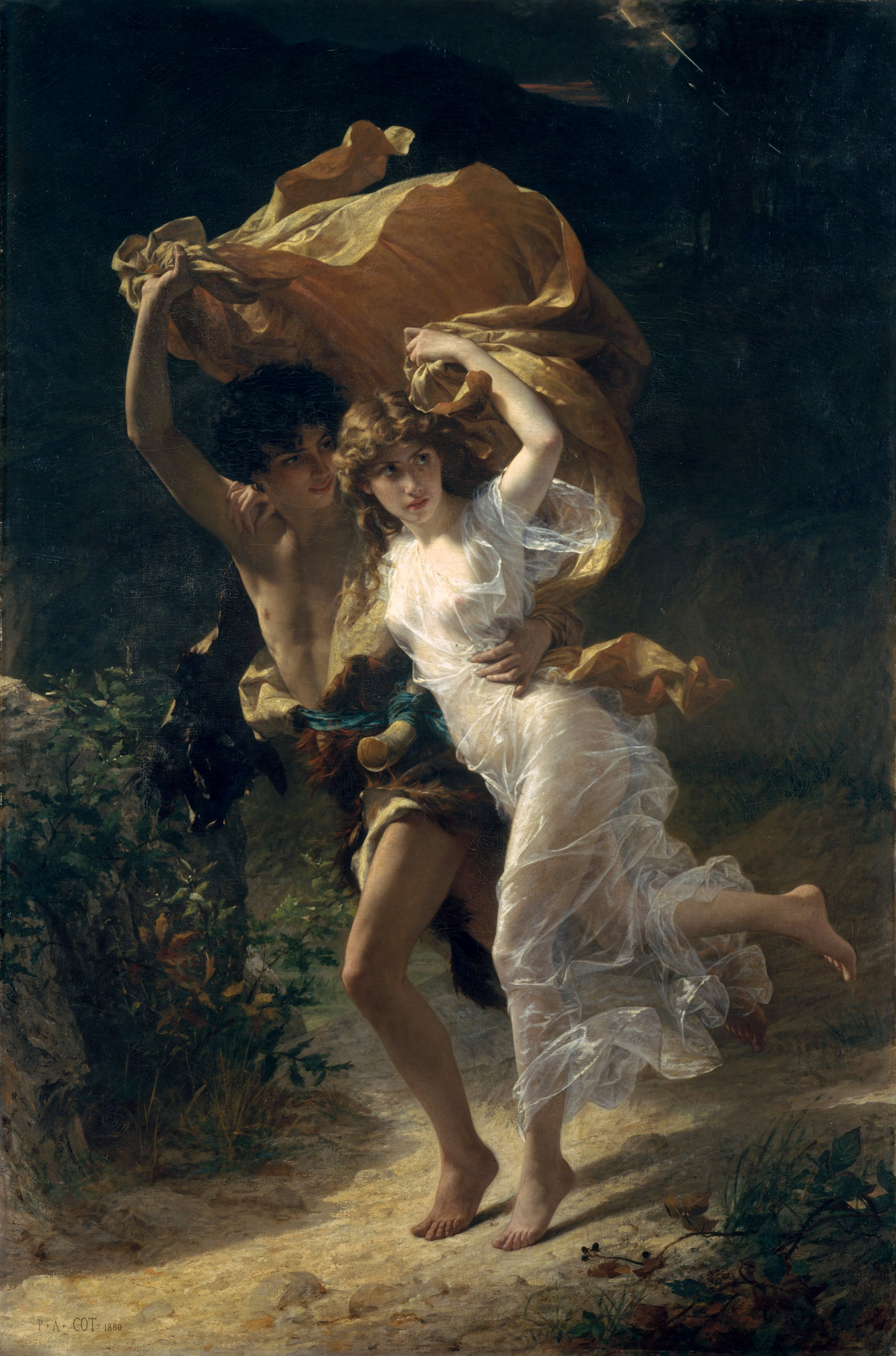
العاصفة بريشة الفنان الفرنسي بيير أوغست كوت ، اكتملت في عام 1880. معروضة حاليًا في متحف متروبوليتان للفنون في نيويورك ،